# 中国中央电视台新闻频道
中国中央电视台新闻频道（频道呼号： 新闻），是中国中央电视台拥有的以普通话广播为主的新闻频道之一，於2003年5月1日开始对外试播，同年7月1日正式开播，是一个全天候专业播送新闻、评论、访谈的电视频道。

## 历史沿革
早期的“新闻频道”，即中国中央电视台综合频道（央视一套），并非一个纯粹的新闻频道，而是一个涵盖多种节目类型的“泛新闻类”频道。虽然也有一些新闻报道，甚至进行现场直播，但其新闻节目比例仍然无法满足部分观众对新闻资讯的需求，导致一些中国大陆民众选择通过安装卫星系统收看境外新闻节目。为了满足观众对新闻的需求，以及为日后开办专门的新闻频道积累经验，央视采取了两个重要步骤：1992年10月1日，央视开播了第四套节目（现为中文国际频道），该频道初期定位是以文化为主的综合频道，但也包含了较多的新闻栏目，为海外民众和华人华侨传播中国文化，同时也为央视积累了新闻节目制作和播出的经验；2003年伊拉克战争爆发初期，央视四套进行大时段报道，取得了重大反响。此外，1995年，央视一套重新定位于以新闻为主的综合频道，并更名为新闻综合频道。一系列新的新闻节目，如《现在播报》、《实话实说》、《本周》、《国际时讯》等陆续开播，并对香港主权交接仪式、国庆50周年庆祝活动、澳门主权交接仪式、神舟飞船（一至四号）的发射等重大事件进行了大规模的直播报道，这些举措都为央视开办专门的新闻频道奠定了基础。地方电视台也纷纷开播“新闻频道”或将新闻节目作为主频道的定位，自主报道了国内国际多次重大新闻，获得了积极的社会反响。
2002年8月6日，《午夜新闻》正式开播，央视一套实现了全天重点时段的主新闻全覆盖。同年12月16日，中央电视台新闻中心正式起草了创办新闻频道的方案。2003年1月，央视经过仔细研究，考虑到中国内地一些非城市地区可能无法接收除央视一套以外的其他电视频道，从而无法收看非新闻类节目，最终决定将央视一套的新闻栏目部分从央视一套分拆并独立为新闻频道。同年2月下旬，中央电视台正式递交“新闻频道总体策划方案”，并得到上级批准。 新开播的新闻频道采用“CCTV-新闻”作为频道标识，于2003年7月1日正式开播，由中国中央电视台新闻中心直接管理。

### 开播
2003年4月30日，中国中央电视台新闻中心成功完成对该频道的播出系统测试并通过央视网及当晚的《新闻联播》节目中向观众告知了新闻频道将于5月1日开始对外试播的消息。
2003年5月1日0时，该频道开始以“CCTV-新闻”的标识（试播期间仅在屏幕左上角出现，内部编号为“CCTV-13”）通过国家有线网络传输渠道及亚太1A卫星同步对外试播。早晨6时，罗京、李瑞英、白岩松、敬一丹四位播音员在229演播室宣读了中央电视台新闻频道开篇辞。同日下午推出第一个大型直播节目《抗击“非典”特别直播报道》。口号是“第一时间，第一现场，第一需要”；定位是“强化舆论导向，突出传播党和国家的声音”，理念是“与世界同步，与时代同步”。节目编排以“整点新闻+专题节目+滚动字幕播报”为主。2003年7月1日起，新闻频道正式开播，正式开播后，新闻频道除专门的谈话节目以外取消整点新闻时段的访谈环节；2003年底，新闻频道收视份额位居全台第8，进入全国卫星频道前20名。

### 发展
2004年5月1日，新闻频道进行了第二次改版，停播了《亚洲报道》、《财经报道》、《声音》等节目，并调整了《面对面》、《每周质量报告》等节目的播出时间，《地方社会新闻》更名为《新闻社区》，栏目配比更加标准化，6月份又增加了新节目《约会新7天》。2005年3月1日，新闻频道进行了第三次改版，也是第一次大规模改版，推出了《人物秀》、《防务周刊》等新节目，并调整了《东方时空》、《天气·资讯》的节目内容。频道包装也更换为红白双色调，并启用“新news闻频道”作为频道专有的二级标识，《天气·资讯》、《每周质量报告》、《共同关注》、《新闻社区》、《约会新7天》等多个节目的包装也进行了同步更新。同年9月12日起，《实话实说》、《小崔说事》、《法治在线》的播出时间进行了调整。
2006年，新闻频道继续进行改版升级，1月1日起，《中国周刊》更名为《新闻周刊》。 6月5日，新闻频道进行了第四次改版，在国内首次使用“三联屏无缝拼接背景系统”演播室，频道包装更换为黄黑调式，并以月牙“CCTV-新闻”作为频道专有的二级标识。《今天》、《国际观察》、《央视论坛》合并为《360°》（星期一至五播出），《整点新闻（6:00、7:00）》、《新闻早8点》、《媒体广场》、《天气·资讯（6:52、7:52）》合并为《朝闻天下》，《防务周刊》更名为《防务新观察》并成为《360°》的“周末版”，《法治在线》、《新闻会客厅》、《社会记录》开始集中在晚间次黄金档播出，形成了品牌栏目黄金线。
2007年8月1日，新闻频道推出“河南陕县支建煤矿淹井事故”救援直播特别报道，这是中国电视史上第一次对矿难事件救援过程进行现场直播。

### 资讯化、高清化制播
2008年中国雪灾期间，新闻频道推出《迎战暴风雪》特别直播报道；同年3月24日，新闻频道进行了第五次改版（小改版）。改版后，《本周》、《纪事》、《人物新周刊》、《社会纪录》、《体育报道》、《约会新7天》节目停播，部分时段的《整点新闻》扩版到30分钟，《天气·资讯》的天气部分更名为《全国主要城市天气预报》，《360°》的部分节目内容并入《东方时空》，开播基于《天气·资讯》资讯部分和《约会新7天》改版而来的《新闻导航》和基于《360°》评论部分改版而来的时事评论节目《新闻1+1》。
2008年5月12日，四川省汶川县发生地震后，新闻频道打破节目常规编排，全天候播出《抗震救灾·众志成城》特别直播报道，创下新闻频道开播以来的最高收视记录。在5月19~21日全国哀悼日期间，中央电视台，乃至全国各大电视台所有频道全部并机播出特别报道，这在历史上尚属首次。同年6月26日起，原在《新闻30分》末段播放的海况预报节目移至每天下午13:55分播出，该安排持续至今；6月21日，央视综合频道就已取消海况预报的播放。 8月10日，新闻频道开始转播北京奥运会赛事，频道台标移至右上角并取消显示整半点报时（在新闻频道台标移至右上角初期，报时器在屏幕左上角显示）；8月17日起，时间标改为只在新闻跑马最左边显示，同时跑马字体小幅调整；9月18日起，由白天时段各节《整点新闻》合并而来的《大直播时段》开播；9月25日起，新闻频道包装由黄黑调式调整为黄绿调式。2009年5月27日起，新闻频道开始无加密开路传输，提升了新闻频道在国内的覆盖率。
2009年7月，新闻频道进行了大规模改版。7月25日凌晨，新闻频道试用全新改造的150演播室。7月27日起，《朝闻天下》移入150演播室制播，并率先启用以蓝色为主的新包装并扩版到180分钟，7月31日-8月17日期间，《新闻30分》、《共同关注》、《东方时空》、《国际时讯》、《午夜新闻》、《新闻1+1》、《法治在线》、《新闻周刊》、《世界周刊》陆续更换包装并统一片头（统一片头中的“您正在收看的是XXX”由孙悦斌配音；“全国哀悼日”期间无片头音乐，直接以“您正在收看的是”或哀悼专题片为片头）。本次改版后，《高端访问》、《新闻会客厅》等节目停播，《小崔说事》、《实话实说》、《百姓故事》转至CCTV-1播出，《每周质量报告》转至CCTV-2播出；开播基于《360°》国际部分改版而来的《环球视线》、基于《晚间新闻（新闻频道版）》改版而来的《24小时》和基于《大直播时段》改版而来的《新闻直播间》，而《新闻联播》、《焦点访谈》、《新闻调查》、《面对面》则继续使用独立的包装，惟凌晨1点-6点间的整点新闻直播时段取消。（而在2009年8月17日-2010年7月12日期间，CCTV-1在下午15点安排播出《新闻20分》节目，同日起《晚间新闻》更换包装并使用至2011年9月4日），同时取消了《晚间新闻》在新闻频道的播出。新闻频道的宣传ID改为蓝色，标志着该次改版完成。
2009年9月28日起，因应综合频道高清信号、标清信号同播，新闻频道与综合频道并机的节目开始以高标清同步播出。 2010年2月1日起，新闻频道的大部分直播节目移入250演播室制播，同日起，综合频道高清版在并机新闻频道的节目时开始以16:9比例播出。 2010年3月1日起，《新闻1+1》取消统一片头，以独立包装节目预告为片头。 2010年5月16日起，《每周质量报告》恢复在该频道播出，取代原周日档《法治在线》。 2010年8月15日甘肃舟曲泥石流全国哀悼日期间，新闻中心推出《我们风雨同舟》全天特别直播报道，由全国各大电视台并机转播。 2010年8月21日起，《新闻周刊》取消统一片头，《世界周刊》启用新的角标。

央视新闻频道的现行台标（2011年1月1日起至今作为该频道的屏幕左上角显示台标，唯2019年10月16日中午12时起在復興路办公区N07新闻演播室背景屏幕中仍使用開播時的“CCTV-新聞”標識）

2011年1月1日起，频道左上角标识正式变更为“CCTV-13 新闻”， “CCTV-新闻”标识仅在屏幕下方的滚动字幕中出现。同年7月4日起，频道恢复了深夜时段逢整点播出10分钟的《新闻直播间》，并在其他重要时段增加了国际新闻的比重。
2011年8月1日，《新闻1+1》取消了统一的片头，改用自制小片头，但内容和结尾依然沿用统一的频道包装。2012年2月28日，凌晨0:30-1:00播出的新节目《环球记者连线》开播。2012年8月2日至8月13日，由于转播伦敦奥运会赛事，频道台标再次移至右上角。 2013年5月27日凌晨至傍晚，新闻频道的节目信号切入光华路办公区进行试验，并于6月17日起正式在光华路办公区对外播出。新闻频道高清版的节目信号也开始在光华路内部试播。2014年11月30日，《环球记者连线》正式停播，周二至周六的《午夜新闻》恢复了60分钟的播出时长。
2015年1月6日起，《午夜新闻》和凌晨时段的《新闻直播间》开始在光华路办公区的C08新闻演播室播出，并启用了全新的2015版频道节目整体包装。该演播室也会在进行重大活动直播报道（与CCTV-1并机）期间使用。同年7月1日，中国中央电视台新闻频道开路信号在中星6A停止传输，卫星用户需要申领解密卡或转到中星6B或中星9号才能继续收看。 8月17日凌晨起，频道台标与重播标均横向压缩，以适应16:9格式。9月8日，中国中央电视台新闻频道开路信号在中星9号（“村村通”一代机）停止传输，卫星用户需更换“户户通”（二、三代机）才能继续收看。 11月1日，凌晨时段的《新闻直播间》改在新闻频道新址C01新闻演播室播出。

央视2015年版新台标（该标识作为该频道的2015年版ID及凌晨时段的每逢整点播出的新闻节目的包装中出现，但该标识在2019年10月18日后仅在部分特别节目中出现）

2016年5月7日，《军情时间到》由不定期播出节目改为周播节目，取代原周六档《法治在线》。10月10日，《环球视线》取消了统一片头及“您现在收看的是”的统一包装和音乐，改用自制片头，但片尾依然使用统一包装。11月5日，《午夜新闻》和凌晨时段的《新闻直播间》改在光华路办公区的C02新闻演播室（此演播室为当时预计划用于《新闻联播》和《晚间新闻》的演播室）播出，直至2019年7月20日。自2016年12月31日北京时间中午12:00起，此前预计划用于新闻频道在新址播出的C01新闻演播室正式改为新开播的CGTN主频道的主演播室。
2019年7月20日起，《午夜新闻》和凌晨时段（1:00-6:00）的《新闻直播间》搬回至复兴路办公区的N01新闻演播室播出，原新台址C02新闻演播室（最初规划用于《新闻联播》和《晚间新闻》）改为全新开播的中央电视台国防军事频道的新闻节目使用。 9月1日，中央广播电视总台启用位于复兴路办公区的全新N07新闻演播室，该频道《午夜新闻》和凌晨时段（1:00-6:00）的《新闻直播间》移至N07新闻演播室播出，不过于9月8日、9月15日又搬回N01新闻演播室播出至今（9月9日至9月14日临时使用N07新闻演播室）。N07新闻演播室同时用于2019年9月29日至2019年10月1日的国庆70周年系列特别报道（与CCTV-1等频道并机），以及10月9日晚北京世界园艺博览会闭幕式特别直播报道。  10月16日中午起，新闻频道进行了首次高清化改版。从《新闻30分》开始，该频道的大部分直播节目逐步迁入中央广播电视总台复兴路办公区N07新闻演播室制播，同时启用适配于16:9比例的新版新闻节目包装和新闻镜面，10月18日起，《午夜新闻》和深夜时段的《新闻直播间》统一采用新包装。自此该频道已经实现全天候标清16:9播出（除19:00首播及21点重播的《新闻联播》及在该节目首播时段随后播出的《联播天气》《焦点访谈》仍以4:3拉伸播出），除有独立片头的节目（如《新闻1+1》、《环球视线》）以外，其余新闻直播时段的片头也已经实现完全统一。 8月15日，中数传媒在下发给各地运营商的公函中确认，CCTV-13拟定于2019年8月底实现高标清同播。CCTV-13高清版与CCTV-11/15高清版共用一个卫星转发器，同时在国干网中传输，加密播出，惟最终计划推迟，直至2020年7月18日才再次下发通知公函确认于2020年7月19日上星播出。但在这之前，已经有几家省市有线网络腾出频点预留该高清频道以迎接其上星开播。
2020年，自2019冠状病毒病疫情爆发后，新闻频道推出《战疫情》系列特别报道，在2020年1月26日-2020年4月30日期间播出；同时《新闻1+1》也推出系列特别节目。主要播报疫情情况和与抗疫相关的报道以及国务院联防联控机制发布会（有时转播其他发布会）；中国大陆境内第一波2019冠状病毒病疫情基本控制后，增加播报复工复产、因疫情耽误的脱贫攻坚战的各地加强防控重启脱贫最新进程。2020年4月4日全国哀悼日期间，新闻中心推出《战疫情清明特别报道》，由中国大陆各电视频道并机转播。7月18日，中央电视台《新闻联播》、《联播天气预报》和《焦点访谈》正式改为全高清播出。其中，《新闻联播》更换高清片头、过场动画、新闻包装和新闻片段，并从原229新闻演播室迁入N01新闻演播室，正式实现高清制作；《联播天气预报》改为全高清播出；而《焦点访谈》则迁入全新的N11新闻演播室，并改为高清制作。本轮改版旨在为CCTV-13高清版正式上星传输做准备。7月19日凌晨，CCTV-13高清版正式上星传输。同日清晨，福建广电网络成为首家接入并顺利传送CCTV-13高清频道的省市级广电网络有线电视运营商。同日晚上20点，卫星高清版已开始显示日期和时间标以及跑马，但和标清版不同步，为两路信号。

## 节目
该频道的节目以实时新闻报道为主，涵盖新闻背景、新闻点评（包含舆论监督）、新闻调查（包含民意调查）等内容。

### 日播栏目
以下栏目为周一至周日播出的全周节目：

| - 《午夜新闻》：0:00-1:00播出 - 《新闻直播间》 - 《朝闻天下》 - 《天气预报》（早间版） - 《天气预报》（午间版） - 《新闻30分》：12:00-12:30播出 | - 《共同关注》：18:00-19:00播出 - 《新闻联播》 - 《天气预报》 - 《焦点访谈》：《天气预报》结束后播出（正常情况为19:40） - 《东方时空》：20:00-21:00 - 《24小时》：23:00-24:00播出 |

以下栏目为周一至周五播出的工作日节目：

| - 《法治在线》：12:30-13:00播出 - 《新闻1+1》 | - 《国际时讯》 - 《环球视线》 |

### 周播节目
| - 《高端访谈》（周五） | - 《军情时间到》（周六） - 《新闻调查》（周六） - 《新闻周刊》（周六） | - 《每周质量报告》（周日） - 《面对面》（周日） - 《世界周刊》（周日） |

### 季播栏目
- 《除夕特别节目》（除夕至春节）
- 《就业有位来》（不定期推出）

### 其它节目
- 《特别报道》
- 《全国主要城市天气预报》[註 9]
- 《世界主要城市天气预报》[註 10]
- 《纪录片/专题片》[註 11]
- 《感动中国年度人物盛典》[註 12]